# Chung cư Alfred Schleusener ở Bydgoszcz
Chung cư Alfred Schleusener là một khu nhà nằm tại đường Gdanska N°62 ở Bydgoszcz.

## Vị trí
Tòa nhà nằm ở phía đông của đường Gdańska, giữa đường Słowackiego và đường Adam Mickiewicz Alley. Nó liền kề với các tòa nhà:
- Chung cư Carl Meyer ở N°60,
- Chung cư Eduard Schulz ở N°66-68,

cả hai đều là tòa nhà lịch sử ở Bydgoszcz.

## Lịch sử
Tòa nhà đã được Alfred Schleusener thiết kế và xây dựng như một ngôi nhà để cư trú cho riêng mình, địa chỉ lúc đó là Danzigerstraße 137.
Hình thức xây dựng này (một kiến trúc sư xây dựng nhà riêng của mình) khá phổ biến ở phố Gdańska, vì các nhà xây dựng khác đã làm điều tương tự tại thời điểm này:
- Carl Meyer, ở N ° 60;
- Carl Rose, ở N ° 51;
- Fritz Weidner, ở N ° 34;
- Józef więcicki, ở N ° 63.

Tòa nhà có một đặc điểm đô thị đặc biệt và được dựng lên vào năm 1910-1911. Nó có một cánh để cư trú khác biệt với các cơ sở kinh doanh và thương mại.
Trong cùng khu vực của Bydgoszcz, Alfred Schleusener cũng đã gần kề với:
- Chung cư Carl Meinhardt tại Gdańska đường 27, năm 1909;
- Chung cư Robert Grundtmann tại Słowackiego đường 1, năm 1906.

## Kiến trúc
Tòa nhà đã được hiện thực hóa theo phong cách chủ nghĩa hiện đại cổ điển thời kỳ đầu Bręczewska-Kulesza Daria, Derkowska-Kostkowska Bogna, Wysocka A. (2003). Ulica Gdańska. Przewodnik historyczny. Bydgoszcz: Wojewódzki Ośrodek Kultury w Bydgoszczy. ISBN 8386970103.
Một mặt, độ cao dọc được làm nổi bật như các yếu tố cấu trúc của tòa nhà bằng cách sử dụng chuỗi loggias, ban công và cửa sổ nhô. Mặt khác, các cấu trúc dọc được làm nổi bật bằng cách sử dụng trụ bổ tường và trụ ngạch giữa các cửa sổ.

## Hình ảnh

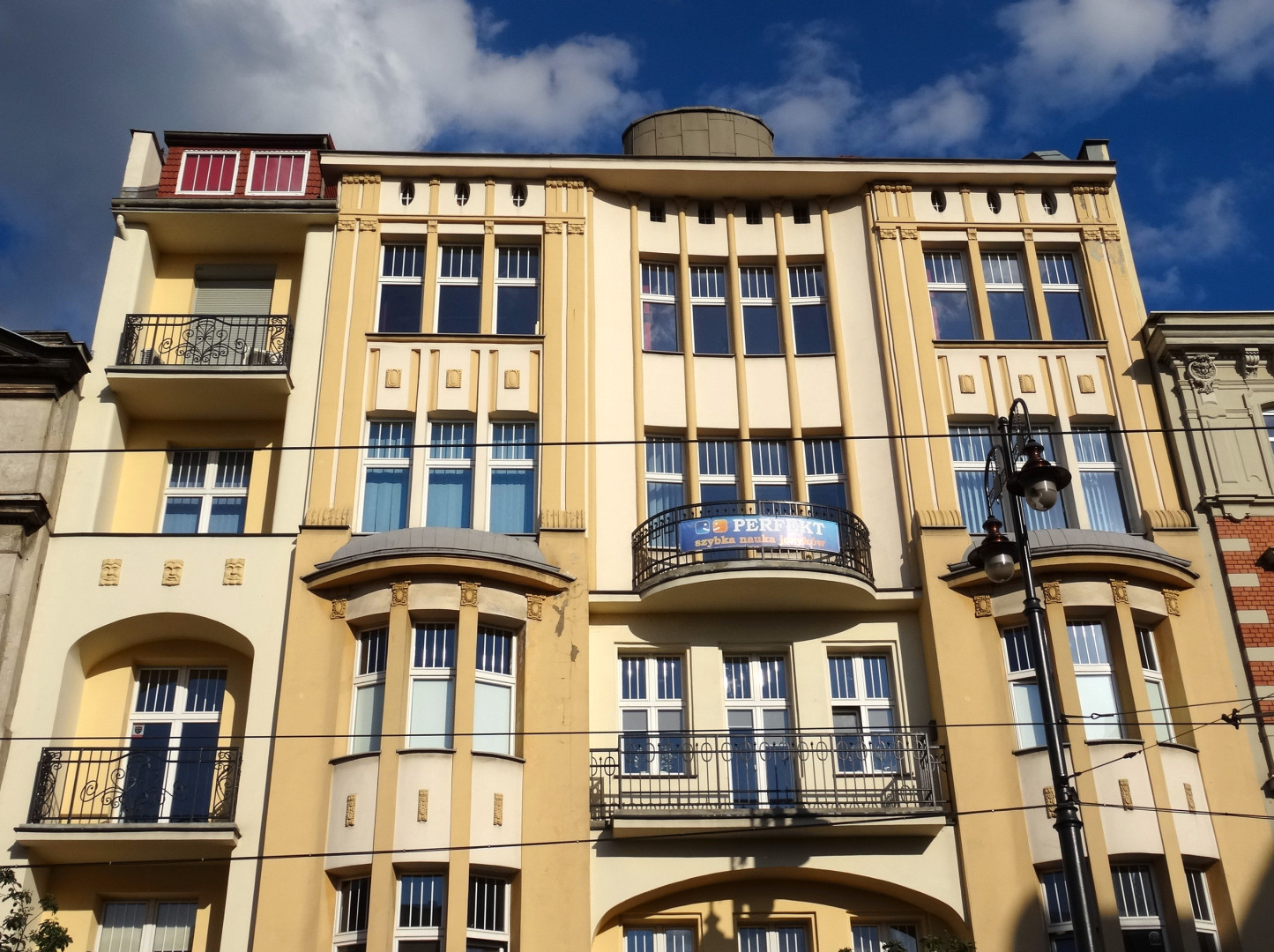
Nhìn chi tiết mặt tiền phía trên
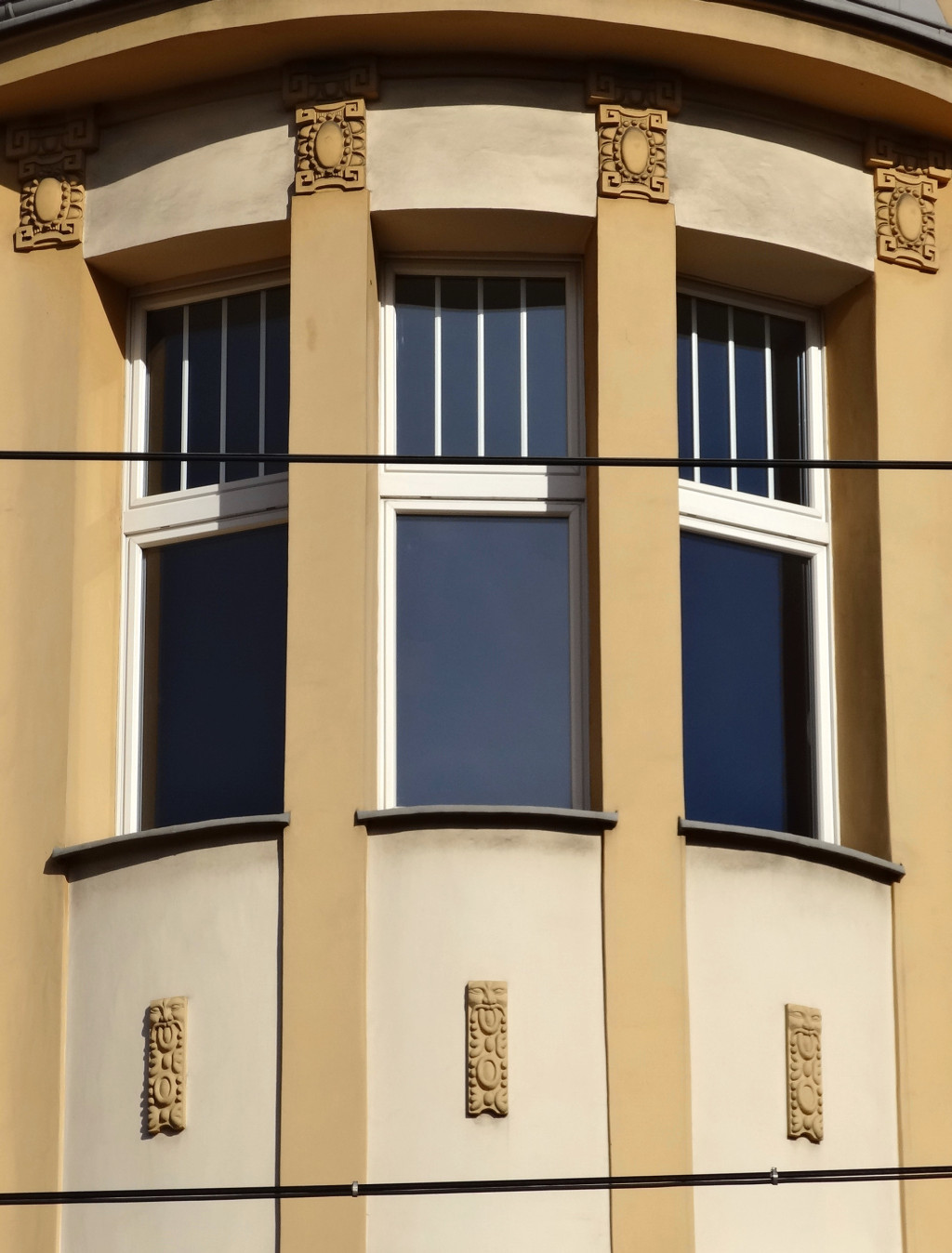
Chi tiết trên một cửa sổ nhô
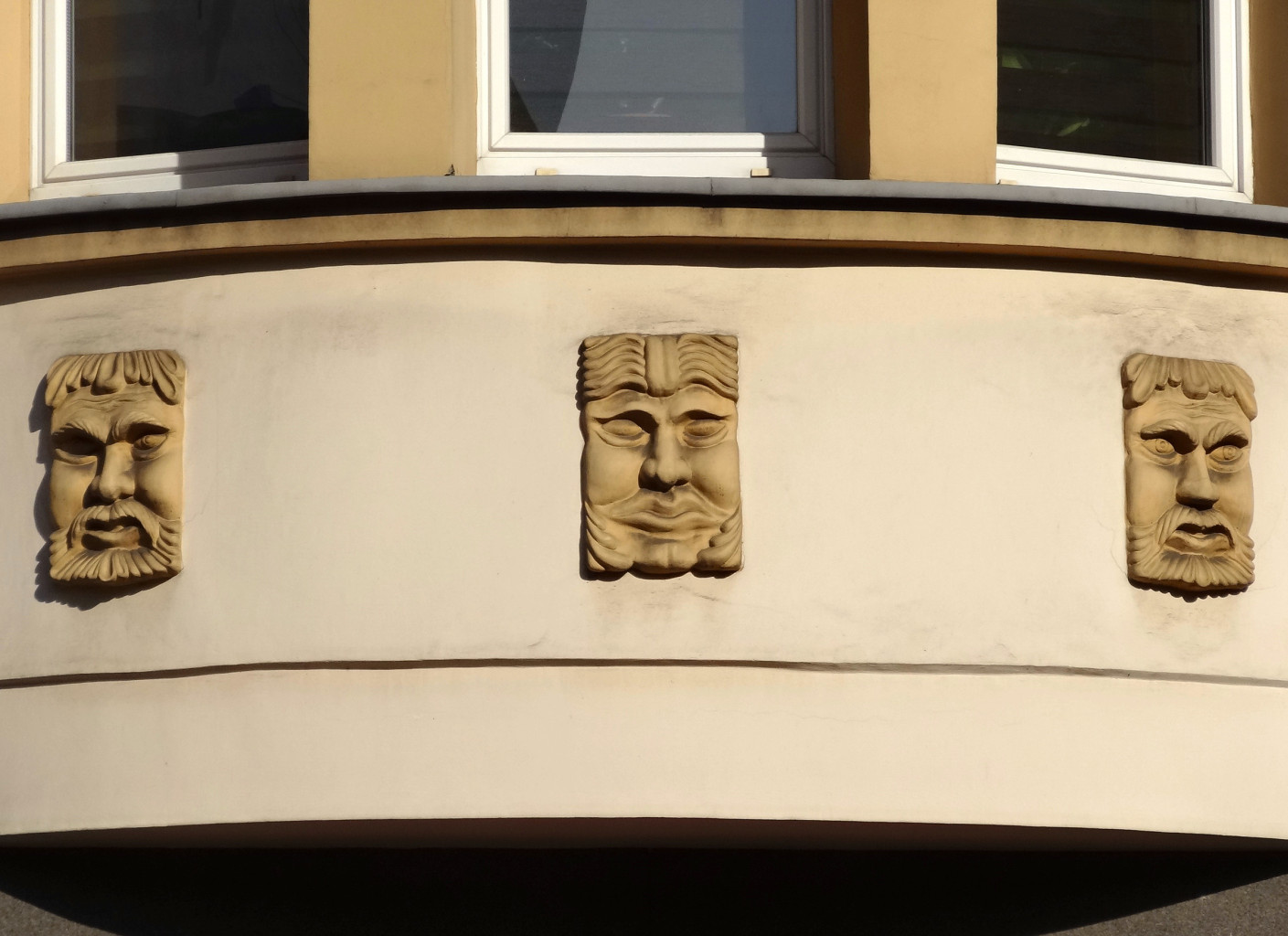
Điêu khắc thấp
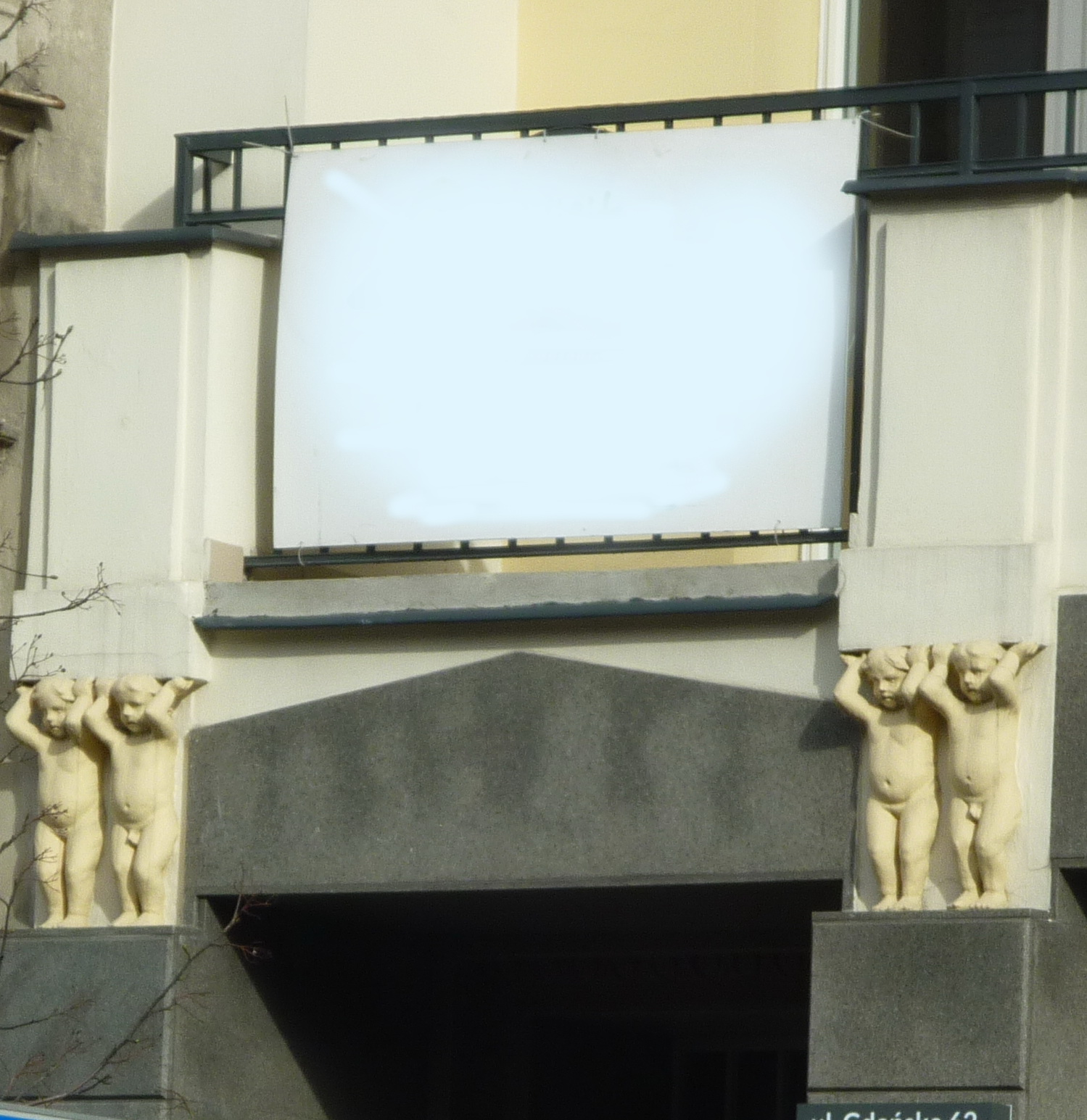
Chi tiết trang trí cổng
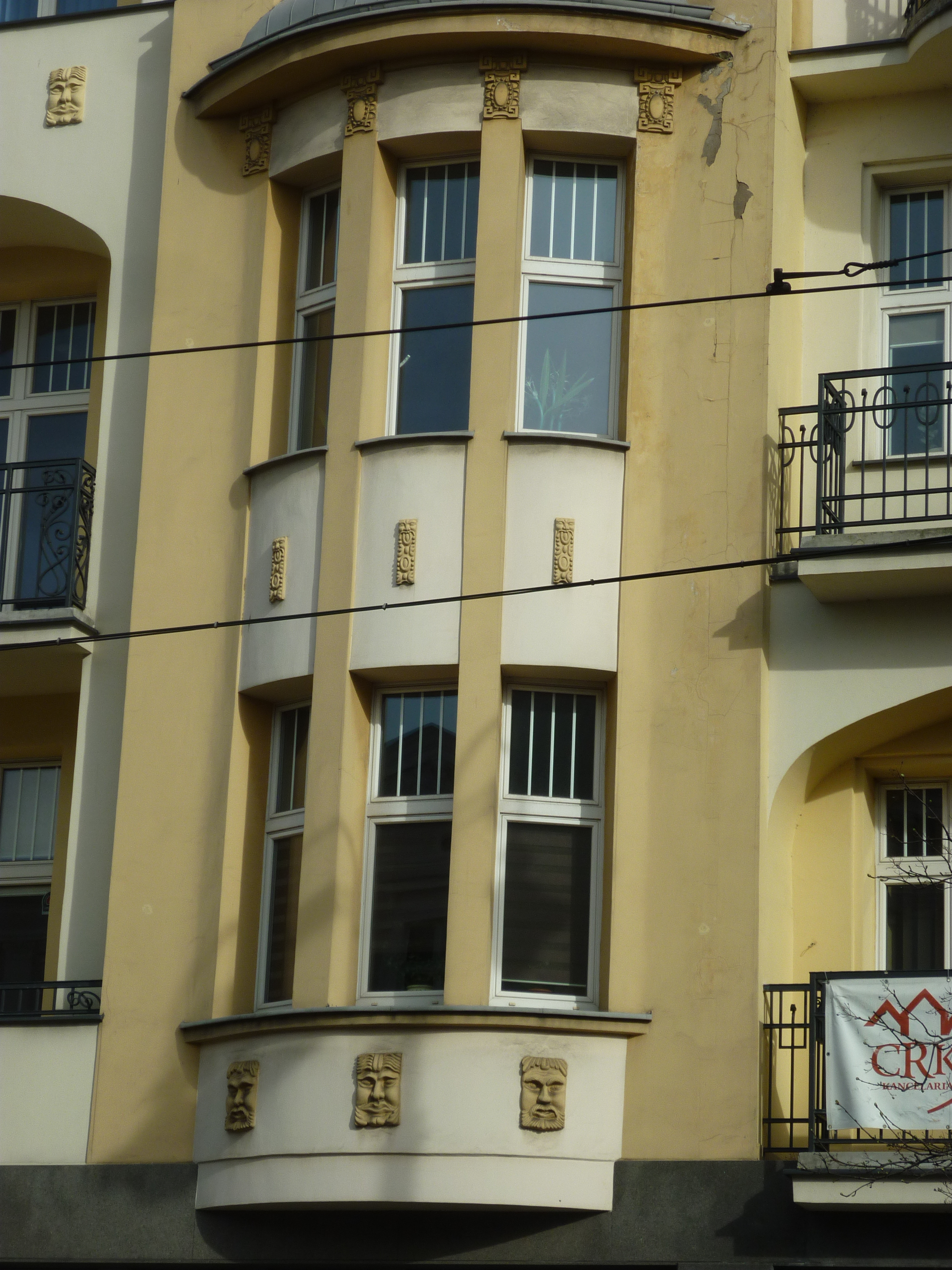
Chi tiết mặt tiền